# میلتون کاسکو
میلتون کاسکو (اسپانیایی: Milton Casco‎؛ زادهٔ ۱۱ آوریل ۱۹۸۸) بازیکن فوتبال اهل آرژانتین است.

## باشگاهی
از باشگاه‌هایی که در آن بازی کرده‌است می‌توان به باشگاه فوتبال ریور پلاته، باشگاه فوتبال نیولز اولد بویز، و باشگاه فوتبال جیمناسیا لاپلاتا اشاره کرد.

## تیم ملی
وی همچنین در تیم ملی فوتبال آرژانتین بازی کرده‌است.